# ياسوهيرو كوباياشي
ياسوهيرو كوباياشي (باليابانية: coba) هو موسيقي ياباني، ولد في 29 أبريل 1959 في ناغانو في اليابان.

## وصلات خارجية
- الموقع الرسمي
- ياسوهيرو كوباياشي على موقع IMDb (الإنجليزية)
- ياسوهيرو كوباياشي على موقع ميوزك برينز (الإنجليزية)
- ياسوهيرو كوباياشي على موقع أول ميوزيك (الإنجليزية)
- ياسوهيرو كوباياشي على موقع ديسكوغز (الإنجليزية)
- ياسوهيرو كوباياشي على موقع ديسكوغز (الإنجليزية)
- ياسوهيرو كوباياشي على موقع قاعدة بيانات الفيلم (الإنجليزية)